# Бережец
Бережец — древняя русская крепость во Владимирской земле, которая располагалась близ места впадения Клязьмы в Оку, между Гороховцом и Нижним Новгородом. Перечислена под именем Бережечь в летописном «Списке русских городов дальних и ближних» как один из залесских городов.

## История
Основание сторожевой крепости в устье Клязьмы связывают с походом волжских булгар на Суздаль в 1107 году, который они совершили по рекам Волга—Ока—Клязьма—Нерль, не встретив ни одного укреплённого пункта. Для охраны восточной границы Руси и контроля над устьем Клязьмы здесь была поставлена крепость Бережец (топоним от слова беречь, охранять). Выше по течению Клязьмы были основаны ряд других крепостей. Их расстояние друг от друга было таким, чтобы можно было невооружённым глазом видеть дым от зажжённых сторожевых костров в случае вторжения неприятеля. Кроме сторожевых, Бережец впоследствии был наделен пошлинными и таможенными функциями. После того, как в 1221 году в устье Оки был основан Нижний Новгород, дорога между ним и Владимиром была названа Бережецкой. Возле Бережца существовал перевоз через Оку, называвшийся Лисовским. Ныне здесь неподалёку расположена деревня Лисёнки.
В XIII веке бережецкая волость входит в состав Нижегородского княжества, а в конце XIV века вместе со всем Поклязьменьем в состав Великого княжества Московского.
На протяжении всего своего существования Бережец так и не увидел каменных строений. Его окружал рубленный дубовый частокол и несколько сторожевых башен. После утраты своих сторожевых функций город продолжал существовать благодаря Бережецкой дороге, которая, следуя по левому берегу реки Клязьма и перейдя в районе Бережца на левый берег Оки, через Мещерск (ныне Горбатов), выходила на Нижний Новгород, соединяя тем самым западную часть страны с экономически важным Волжским торговым путем. Однако в XV веке купцы все чаще стали выбирать более удобный маршрут, переправляясь через Клязьму в районе Гороховца и Мячкова, по пути современной трассы М7 Волга. Это, вероятно, и привело к быстрому упадку Бережецкой дороги, а с ней и города Бережец. Ещё несколько столетий на месте крепости сохранялось село Бережец с каменной церковью, которое пострадало от пожара на рубеже XVIII—XIX веков, позже превратившись в погост Бережцы. В писцовых книгах Гороховецкого уезда за 1628 и 1678 годы в деревне Бережец числится 11 и 12 дворов, соответственно. В 1857 г. в перечне населенных пунктов фигурирует только значительно разросшаяся деревня Овинищи и погост Березцы.
В настоящее время точное местоположение города не установлено. Наиболее вероятно, что на его месте располагается современная деревня Бобылки — выселок близлежащей деревни Овинищи.

### Поиски местонахождения города
После исчезновения Бережец почти не упоминался в работах историков, только в конце XIX века П. И. Мельников-Печерский в своей статье «Где скончался Александр Невский» отметил, что Бережец был суздальским городом, который располагался на правом берегу Клязьмы, недалеко от устья. Однако это не дало определённых ориентиров, поскольку русла рек Клязьма и Ока смещаются в этом районе на 0,5—4 метра в год.
В 1960-х годах безуспешные попытки найти Бережец были предприняты владимирскими краеведами, археологом Владимирской реставрационной мастерской В. А. Глазовым, руководителем экспедиции института археологии АН СССР М. В. Седовой, проводившей в это время масштабные археологические исследования в районе города Ярополч-Залесский. В 1983—1985 годах гороховецкими краеведами была предпринята новая попытка найти город. По наиболее удобному топографическому положению пришли к выводу, что он располагался в границах д. Бобылки, на это указывают также ряд косвенных признаков, в частности древние захоронения, обнаруженные в 1932 году между Бобылками и погостом Березцы.